# 록히드 마틴 KC-130
록히드 마틴 KC-130은 C-130 또는 C-130J 수송기를 공중급유기로 개조한 것이다. 무장 시스템을 장착하면, 헬파이어 미사일과 정밀유도폭탄을 장착할 수 있다.

## 역사
KC-130F는 미국 해병대를 위해 C-130을 개조하여 개발되었다. KC-130F는 현재 퇴역했다. 신형인 KC-130J는 C-130J 슈퍼 허큘리스 수송기를 개조한 것이다. KC-130J를 다시 개조하여 HC-130J 탐색구조 지원기와 MC-130J 특수작전 지원기를 개발했다.
2018년 12월 21일, 브라질이 남미에서는 처음으로 헬기 공중급유 능력을 갖출 것이다. KC-130H 공중급유기로 헬기를 급유한다. 헬기가 공중급유를 받으면 항속거리를 무제한으로 늘릴 수 있다.

## 같이 보기
- 록히드 AC-130
- 록히드 C-130 허큘리스
- 록히드 HC-130
- C-130J 슈퍼 허큘리스
- 록히드 MC-130
- 에어버스 A400M 아틀라스
- 안토노프 An-12
- 산시 Y-8
- C-160
- 엠브라에르 C-390 밀레니엄

## 참조
1. ↑  C-130J Hercules Tactical Transport Aircraft - Air Force Technology